# Barrio Dolores
Barrio Dolores är en ort i Mexiko.   Den ligger i kommunen Miahuatlán de Porfirio Díaz och delstaten Oaxaca, i den sydöstra delen av landet, 400 km sydost om huvudstaden Mexico City. Barrio Dolores ligger 1 607 meter över havet och antalet invånare är 138.
Terrängen runt Barrio Dolores är kuperad söderut, men norrut är den platt. Runt Barrio Dolores är det glesbefolkat, med 19 invånare per kvadratkilometer. Närmaste större samhälle är Miahuatlán de Porfirio Díaz, 4,4 km nordväst om Barrio Dolores. I omgivningarna runt Barrio Dolores växer huvudsakligen savannskog.